# Clubiona caliginosa
Clubiona caliginosa este o specie de păianjeni din genul Clubiona, familia Clubionidae, descrisă de Simon în anul 1932.
Este endemică în Germania. Conform Catalogue of Life specia Clubiona caliginosa nu are subspecii cunoscute.